# هشام بن معاوية الضرير
أبو عبد الله هشام بن معاوية الضرير (…- 209 هـ = …- 824 م)، هو نحويٌّ كوفي، من أئمة النحو في الطبقة الثالثة من المدرسة الكوفية في النَّحو، عُرِف بمصاحبته للكسائي وهو أحد تلاميذه.

## حياته
لم ينقل الرواة الكثير عن هشام بن معاوية سوى أخبار بسيطة تناقلتها الكتب الواحد تلو الآخر دون إضافة جوهرية، فالرجل لا يزال مجهول النسب والميلاد والنشأة، وتفتقد سيرته إلى العديد من المقوِّمات التي نجدها عند معاصريه من أكابر النحاة. ومِمَّا نعلَمه عن هشام بن معاوية الضرير أنَّه تتلمذ على يد الكسائي، والكسائي هو واحد من أعظم علماء النَّحو في الكوفة إن لم يكن أعظمهم على الإطلاق، وسار التلميذ على خطى أستاذه في تعامله مع المسائل النحوية، فكان هشام بن معاوية كوفياً كلاسيكياً، وانتهج أسلوب الكسائي على وجه الخصوص، ومع هذا فهو لم يتردَّد في مخالفة أستاذه وتخطئته. وتذكر بعض الروايات المُفرَدة أنَّه أخذ العلمَ أيضًا عن عبد الملك الأصمعي وأبي محمد القناني. تفرَّغ هشام بن معاوية للتدريس، واجتمع حوله عدد من الطلَّاب، واشتغل بتأديب أبناء الأثرياء ورجال الدولة في بغداد، وكان يأخذ عشرة دنانير شهرياً لقاء خدماته. ونظراً لعلمه الواسع أصبح مَنزِل هشام مرتعاً للأدباء والشعراء وعلماء الكلام. يُجمِع المؤرخون أنَّ هشام تُوفِّي في سنة 209 من التقويم الهجري، بينما شذَّ إسماعيل البغدادي عن هذا الإجماع وجعل تاريخ وفاته 309.
مِمَّن تتلمذ على يديه القائم على شرطة بغداد إسحاق بن إبراهيم بن مصعب، وذلك بعد أن كلَّم إسحاق المأمون في مسألةٍ ما فلحن في الحديث، فنظر المأمون إليه ففطن إسحاق لما أراد وخرج من عنده إلى هشام ليتعلَّم النَّحو على يديه.
كان لدى هشام جاريةً في بيته، اسمها الخنساء، لها معرفة واسعة بالأدب واللغة، ويصفها صاحب اتفاق المعاني: «كانت بارعة الأدب فصيحة مفوهة شاعرة مفلقة ماجنة ظريفة عالمة بالأخبار والأسمار ظريفة نبيلة في نفسها كثيرة النوادر ولم يقاومها أحد في الكلام كانت من أعلم الناس بالكلام تضع لسانها حيث شاءت وتقطع جميع من يكلمها وكانت مشهورة معروفة وأعطي هشام بها الرغائب فامتنع من بيعها لحسن أدبها وفصاحتها وبيانها وحسن شعرها ولطفها وكان أصحاب الكلام يجتمعون عندها ويتناظرون فلا يختلفون في شيء إلا تحاكموا فيه إليها وتحكم وتقضي فينفذ حكمها ويقبل قضاؤها كانت تمدح الخلفاء والوزراء والأشراف والملوك فكان هشام يأخذ صلات الملوك وجوائزهم حتى جمع من ذلك مالا كثيرا».

## المذهب النحوي
أجمَع كُلُّ من ترجم لهشام بن معاوية الضرير تاريخياً وحتى الزمن المعاصر على أنَّه من نحاة الطبقة الثالثة الكوفية، ونجد أوَّل إشارة إلى هذا عند اليزيدي في «طبقات النحويين واللغويين». غير أنَّ الأستاذ المشارك في كليَّة الآداب وعميد كلية الآداب لاحقاً بجامعة اليرموك حنا حداد حاول في بحث له منشور في صفحات مجلَّة مؤتة للبحوث والدراسات أن يُثبِتَ أنَّ هشام بن معاوية لم يكن كوفِي المذهب، وأنَّه أول من أسَّس المذهب الثالث الذي يجمع بين المذهبين البصري والكوفي وهو ما عُرِف لاحقاً بالمذهب البغدادي، ويستدلُّ في ذلك على كثرة آرائه الخارجة عن نحاة الكوفة، وإن وافقهم في كثير منها، فكثير من نحاة المدرسة البغدادية من مال منهم إلى المذهب الكوفي ومع ذلك ظلُّوا مُستَقلِّين عنه غير مُقيَّدين بمناهجه أو آرائه، وكذا كان هشام وفقاً لحنا الحداد.

## مؤلفاته
ألَّف هشام عدداً من الكتب، لكنَّ جميعها فُقِدَت ولم يصلنا سوى عناوينها، أمَّا آراؤه النحوية فهي متناثرة بين كتب من جاء بعده كواحد من أبرز نحاة الكوفة. ومن مؤلفاته:
- «الحدود» (كتاب صغير في اللغة لم يلقَ شهرة واسعة).
- «المختصر» (كتاب في النَّحو).
- «القياس» (كتاب في النحو).
- «الأفعال واختلاف معانيها» (ذُكِرَ في «البلغة في تراجم أئمة النحو واللغة»).[5]
- «العوامل» (ذكره الفيروزآبادي في البلغة).[13]
- مقالة في النَّحو يتردَّد خبرها بين المؤرخين ولكن لم تصل إلينا ولم يصل إلينا عنوانها أو فحواها.